# أندرويد 13
أندرويد 13 (بالإنجليزية: Android 13)‏ هو الإصدار الرئيسي الثالث عشر والإصدار العشرون من أنظمة تشغيل الهاتف المحمول أندرويد، وهو نظام طوره جوجل. أُصدر رسميا في 15 أغسطس 2022.

## تاريخ
أُعلن عن أندرويد 13 (الاسم الرمزي داخليًا Tiramisu) في مدونة أندرويد نُشرت في 10 فبراير 2022، وأصدرت أول نسخة معاينة للمطورين على الفور لسلسلة جوجل بكسل (من بكسل 4 إلى بكسل 6، وإلغاء دعم بكسل 3 وبكسل 3a). أصدرت بعد 4 أشهر أو نحو ذلك بعد إصدار الإصدار المستقر من أندرويد 12. تبعتها نسخة المعاينة الثانية للمطورين في مارس. النسخة التجريبية الأولى أصدرت في 26 أبريل 2022. وأصدرت جوجل نسختها التجريبية الثانية في مؤتمرها بتاريخ 11 مايو 2022. خطط لإصدار نسختين تجريبيتين أخريتين في مايو ويونيو. استقر النظام في النسخة التجريبية الثالثة المصدرة في يونيو. بدأ الإصدار الأخير من أندرويد 13 في 15 أغسطس عندما توفر التحديث لهواتف بكسل ودفع إلى مشروع أندرويد مفتوح المصدر.

## وصلات خارجية
- الموقع الرسمي